# Hradišťanská louka
Hradišťanská louka je přírodní rezervace, vyhlášená v roce 1952. Nachází se na vrcholové plošině hory Hradišťany východně od vesnice Mukov, místní části obce Hrobčice v okrese Teplice v Ústeckém kraji. Lokalita se nachází v Chráněné krajinné oblasti České středohoří.

## Předmět ochrany
Důvodem vyhlášení přírodní rezervace byla ochrana místní flóry na relativně suché podhorské louce a kamenných valů knovízského hradiště z období přibližně 1200–1000 př. n. l.

### Flóra
V minulosti, ještě na přelomu 19. a 20. století, byla Hradišťanská louka označována jako "orchidejová louka". Vyskytovaly se zde hojně vstavačovité rostliny, ty však v důsledku hnojení luk od 30. až do 70. let 20. století postupně vymizely. V 50. letech 20. století byla dokonce louka částečně rozorána. Mezi těmito zmizelými druhy čeledi vstavačovitých byly např. vemeníček zelený (Coeloglossum viride), prstnatec bezový (Dactylorhiza sambucina), hlavinka horská (Traunsteinera globosa), prstnatec májový (Dactylorhiza majalis), pětiprstka žežulník (Gymnadenia conopsea), vstavač kukačka (Orchis morio) a vstavač mužský (Orchis mascula).

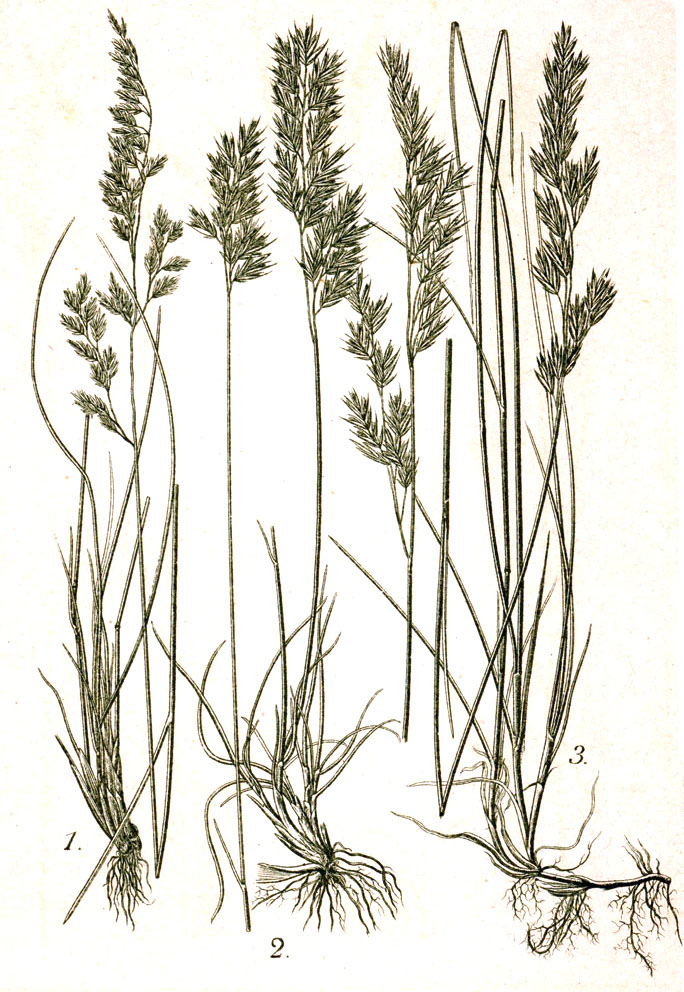
Kostřava ametystová (kresba z německého atlasu rostlin z roku 1796)

Dříve se zde vyskytovaly i další vzácné druhy rostlin, jako koniklec otevřený (Pulsatilla patens), pomněnka úzkolistá (Myosotis stenophylla), zvonovec liliolistý (Adenophora liliifolia), jednokvítek velekvětý (Moneses uniflora) a kohátka kalíškatá (Tofieldia calyculata).
Mezi sledovanými vzácnými a chráněnými rostlinami jsou i dva kriticky ohrožené druhy, které se zde vyskytovaly až do osmdesátých, respektive devadesátých let 20. století – starček oranžový (Tephroseris aurantiaca) a kostřava ametystová (Festuca amethystina), neboť se předpokládá, že jejich populace zde nezanikla úplně. Z vzácných druhů se na louce dále vyskytují: hrachor různolistý (Lathyrus heterophyllus), prasetník plamatý (Hypochaeris maculata), upolín nejvyšší (Trollius altissimus), prha arnika (Arnica montana), chrpa chlumní širolistá (Centaurea triumfettii subsp. axilaris), lilie zlatohlavá (Lilium martagon) a v okrajových lučních porostech oměj pestrý (Aconitum variegatum).

### Fauna
Z ohrožených druhů živočichů se v prostoru louky i na okolních kamenných valech vyskytují populace zmije obecné (Vipera berus) a ještěrky obecné (Lacerta agilis). Dále zde nalezneme měkkýše řasnatku lesní (Macrogastra plicatula) a stejnonožce svinky (Armadillium pictum).

### Archeologická lokalita
Součástí chráněného území v prostoru louky jsou kamenné valy antropogenního původu. Valy, složené z čedičových balvanů, jsou vysoké do tří metrů a široké až šest metrů. Jejich vznik je datován do doby bronzové, do období knovízské kultury.

## Dostupnost
Na vrchol Hradišťan do prostoru přírodní rezervace vede červeně značená turistická cesta z Třebívlic (tzv. Ulričina stezka). Přístup na horu je možný též lesními cestami z Mukova, Dřevců, Lhoty nebo Štěpánova.

## Fotogalerie

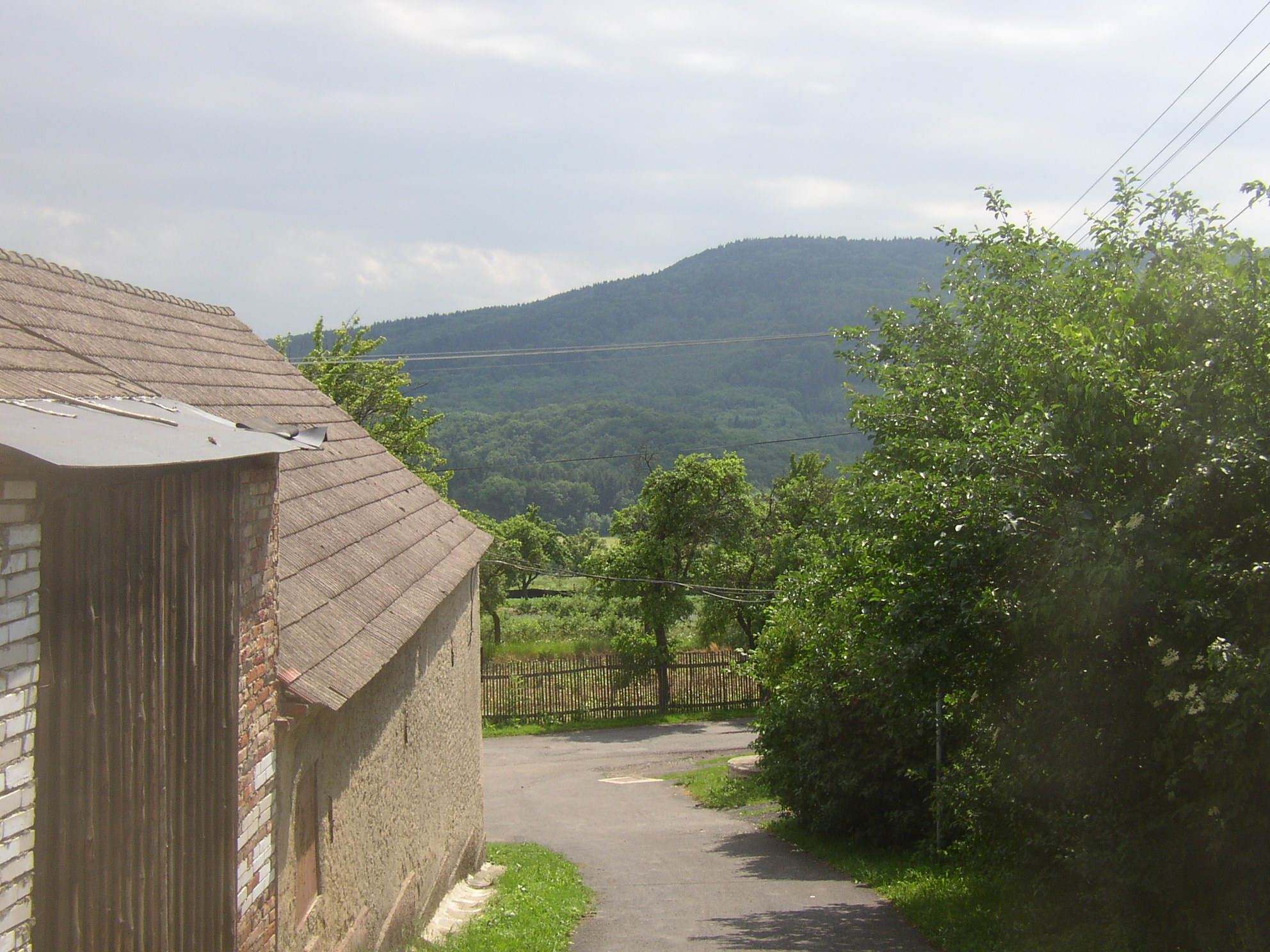
Pohled na vrch Hradišťany z Lukova
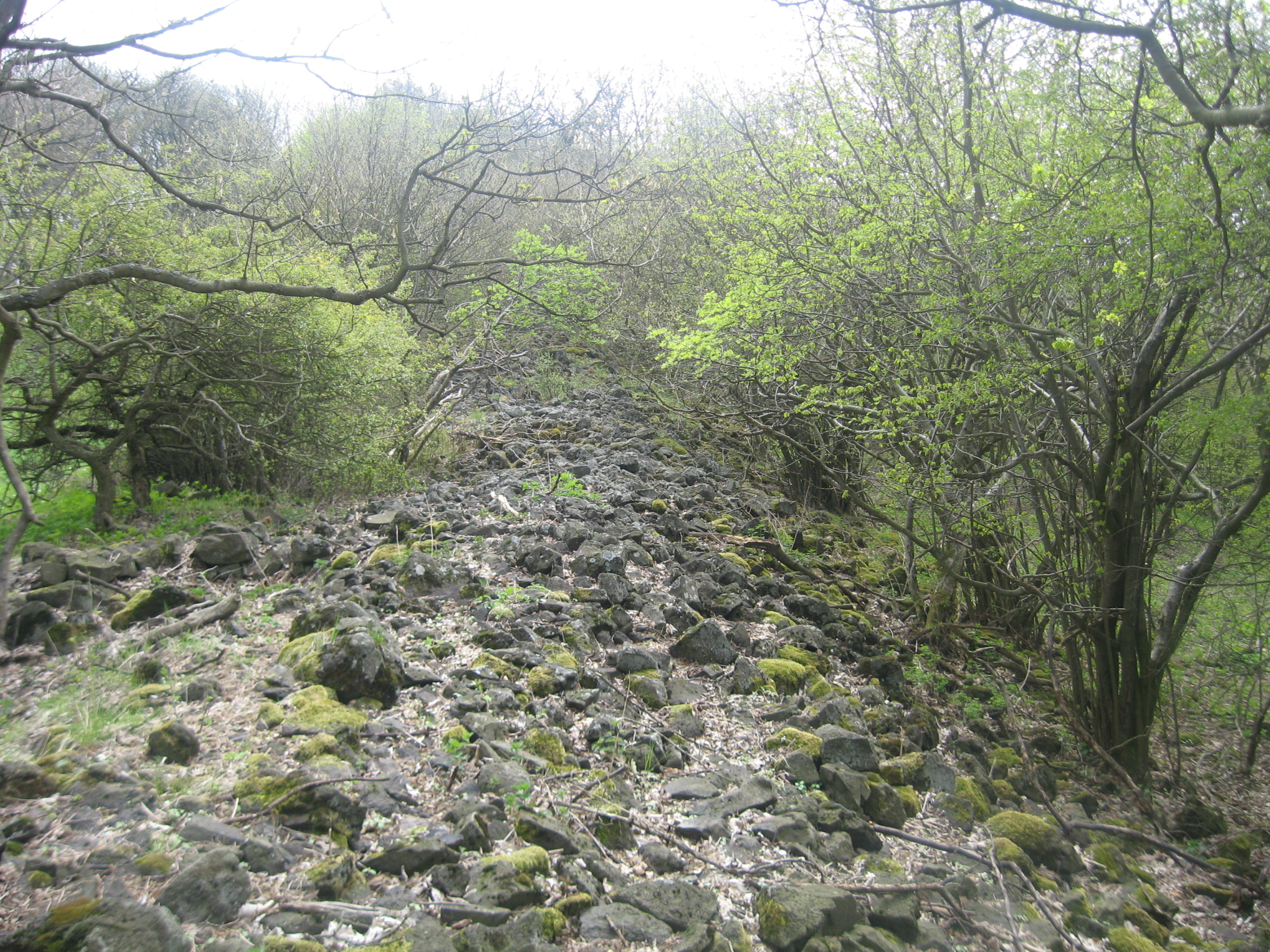
Mohutný val z doby bronzové
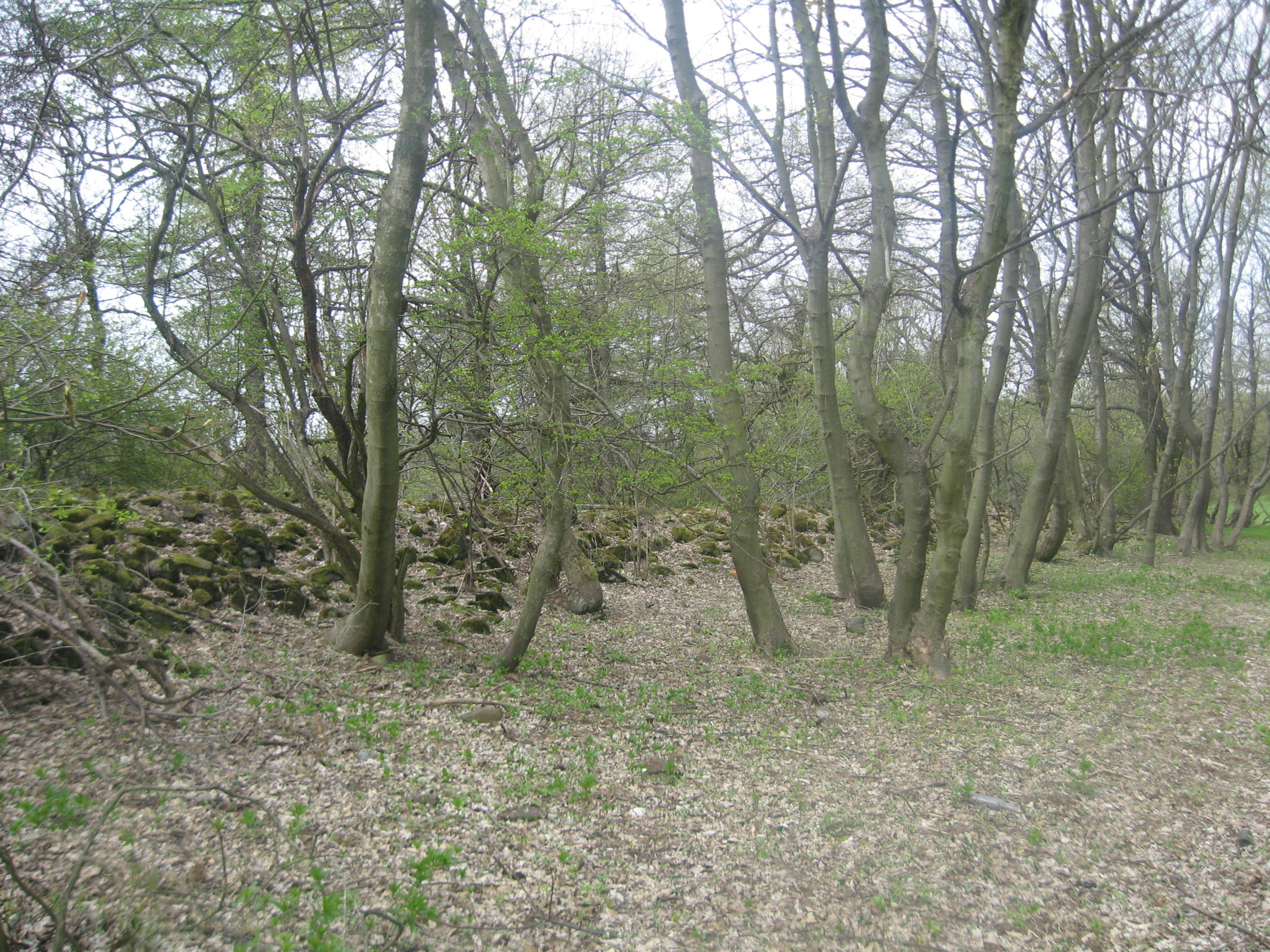
Valy na vrcholu Hradišťan
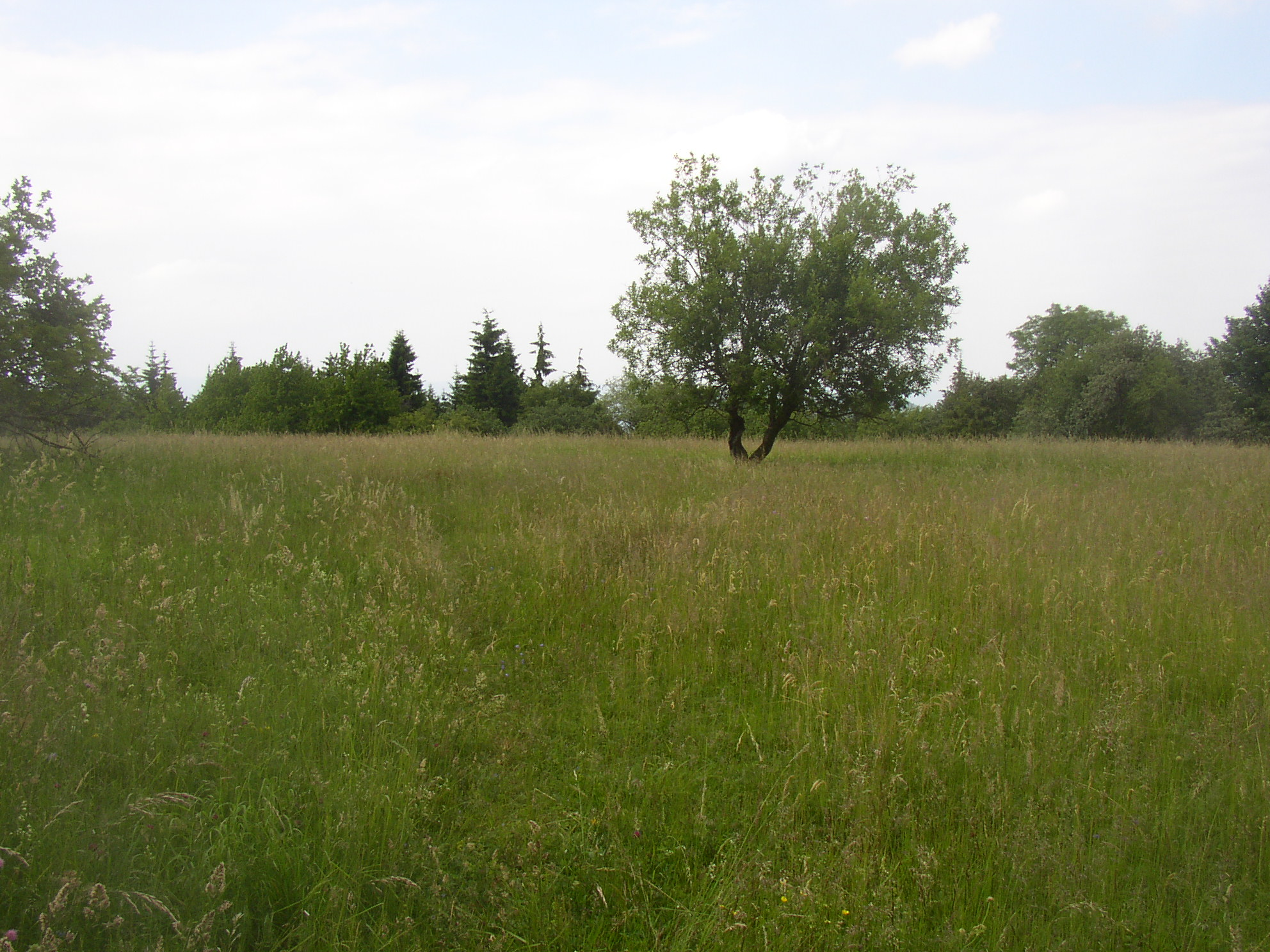
Hradišťanská louka v létě